# Eupoecilia yubariana
Eupoecilia yubariana es una especie de polilla del género Eupoecilia, familia Tortricidae.
Fue descrita científicamente por Razowski en 2005.

## Distribución
Se encuentra en Japón.